# Гурьянов, Валерий Алексеевич
Валерий Алексеевич Гурья́нов (30 июля 1936, Ярославль — 24 апреля 2017) — советский кинорежиссёр и сценарист, педагог, актёр. Отличник кинематографии СССР, Почётный кинематографист РФ.

## Биография
В 1966 окончил режиссёрский факультет ВГИКа (мастерская документального кино народного артиста СССР И. П. Копалина).
С 1965 года работал на Ленинградской студии документальных фильмов, снимая, главным образом, на темы педагогики и охраны детства (документальные фильмы "Набережная «Альма-Матер», «18 моих мальчишек», «Долг», «Капитанское поле», «Опасный возраст», «Найти себя», «Вечерний разговор», «Фантазёры», «Час Х» и др.).
С 1977 года — режиссёр-постановщик киностудии «Ленфильм», дебют в художественном кино — новелла «Версия» в триптихе «Завьяловские чудики» по рассказам Василия Шукшина.
С 1996 года — художественный руководитель видеостудии ЛОИРО. Автор документальных фильмов: «Полет мечты» (1999), «Русская рапсодия» (2001), «На рубеже веков» (2000), «Это было недавно» (2001), «Дорогие мои друзья» (2002), «Карнавальная ночь-2» (2003), «В ночь под Рождество» (2004), «Хроника одного дома» (2004), «Я хочу жить!» (2005), «На пути к успеху» (2006), «Верная дочь России» (2006), «Хроника одного года» (2008). «Русский ас» (2010) (Кинокомпания «Кинор»).
Скончался 24 апреля 2017 года на 81-м году жизни. Похоронен на Бабигонском кладбище в Петергофе.

## Фильмография

### Режиссёр
- 1967 — Восемнадцать моих мальчишек (по повести С. С. Витченко)
- 1978 — Завьяловские чудики
- 1980 — Тайное голосование
- 1983 — Средь бела дня…
- 1987 — Апелляция

### Актёр
- 1998 — Хрусталёв, машину!
- 2007 — Тайны следствия
- 2013 — Трудно быть богом

### Сценарист
- 2003 — Сказка о царевне Красе и Иване-гусляре
- 2007 — Таран

## Преподавательская деятельность
- 1981—1984 — Руководитель режиссёрской мастерской в Институте культуры им. Н. К. Крупской (Ленинград)
- 1989—1991 — Преподаватель кинорежиссуры и мастерства актёры в киношколе «Радуга» (Ленинград)
- 1996—1999 — Преподаватель «Истории киноискусства» в Академии гражданской авиации (Санкт-Петербург)

## Общественная деятельность
- 1970—1989 — член Правления Ленинградского отделения СК СССР
- 1970—1975 — возглавлял секцию документального кино Ленинградского отделения СК СССР
- 1998—2009 — член Мандатной комиссии СК России

## Награды
- 1970 — Правительственная награда — медаль «За доблестный труд. В ознаменование Юбилея к столетию В. И. Ленина»
- 1973 — Золотая и серебряная медали ВДНХ
- 2007 — Медаль «За заслуги в сохранении русской культуры»